# Béla Lugosi
Béla Lugosi, pe numele real Béla Ferenc Dezső Blaskó (n. 20 octombrie 1882, Lugoj, Comitatul Caraș-Severin, Austro-Ungaria – d. 16 august 1956, Los Angeles, California, SUA), a fost un actor celebru mai ales pentru rolul său ca Dracula, mai întâi pe Broadway, însă mai apoi în prima ecranizare a povestirii clasice despre vampiri a lui Bram Stoker.

## Originea actorului
S-a născut în Lugoj ca cel mai tânăr fiu (din cei patru) al unui bancher.

## Filmografie selectivă
- The Colonel (1917)
- Lulu (1918)
- The Leopard (1918)
- Casanova (1918)
- Masked Ball (1918)
- The Picture of Dorian Gray (1918)
- 99 (1918)
- Hypnosis (1920)
- The Head of Janus (1920)
- Last of the Mohicans (1920)
- Caravan of Death (1920)
- Punchinello (1926)
- Prisoners (1929)
- Renegades (1930)
- Dracula (1931)
- White Zombie (1932)
- The Black Cat (1934)
- Gift of Gab (1934)
- The Invisible Ray (1936)
- Son of Frankenstein (1939)
- The Gorilla (1939)
- Black Friday (1940)
- The Black Cat (1941)
- Bowery at Midnight (1942)
- Zombies on Broadway (1945)
- Bride of the Monster (1955)
- The Black Sleep (1956)
- Plan 9 from Outer Space (1959)